# Пако (Манила)
Пако, ранее известный как Дилао, представляет собой район Манилы, расположенный к югу от реки Пасиг и района Сан-Мигель  к западу от Санта-Ана, к юго-западу от Пандакана, к северу от Малате, к северо-западу от Сан-Андрес-Букид, и к востоку от Эрмиты. По переписи 2020 года его население составляет 79 839 человек.

## История

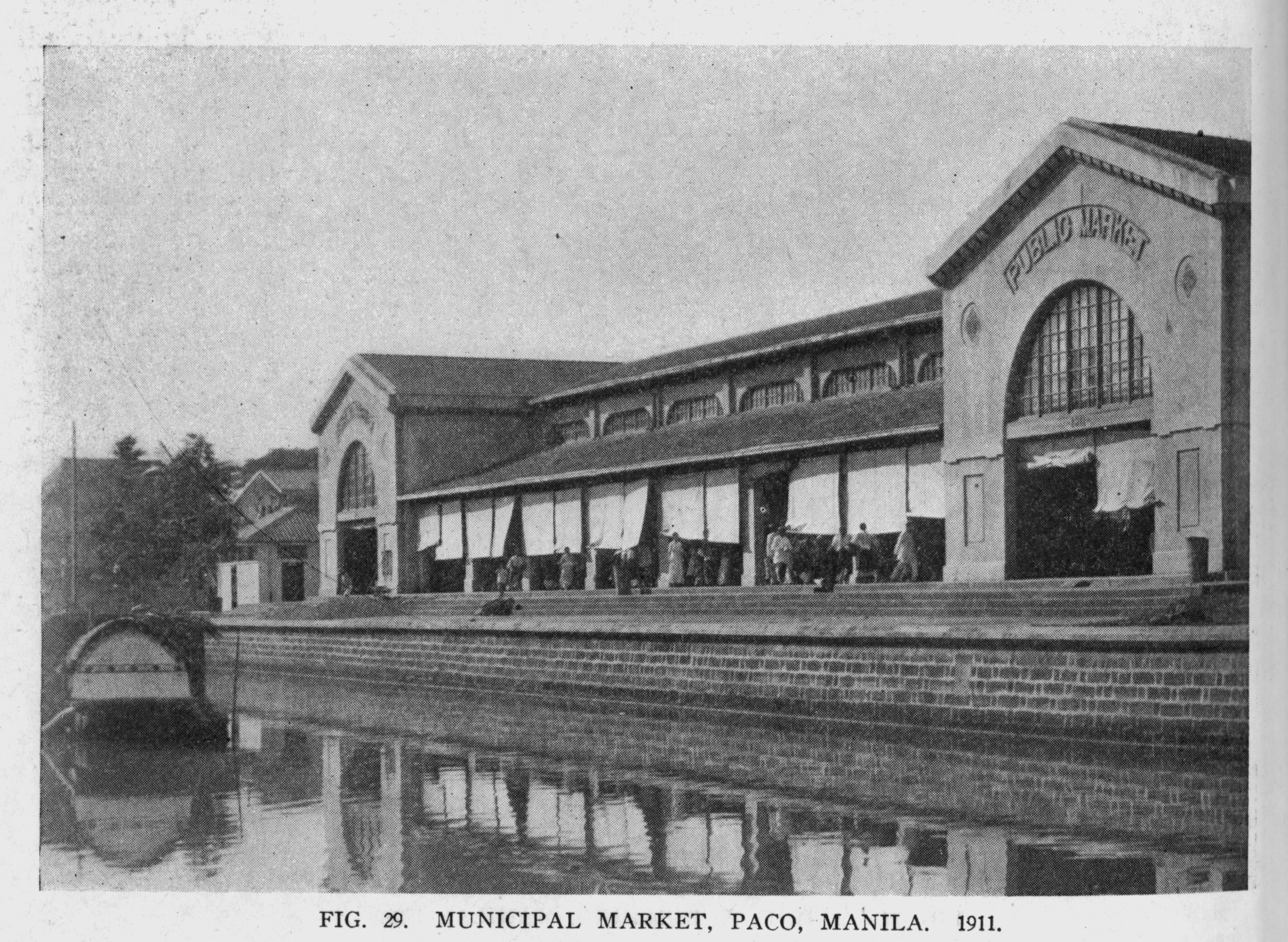
Городской рынок, 1911 г.

Пако был известен как Дилао из-за растений амариллиса, которые когда-то были в изобилии в этом районе. Dilao или dilaw — это тагальское слово, обозначающее желтый цвет. Хотя, согласно некоторым источникам, испанские поселенцы назвали его Дилао или «Жёлтая площадь» из-за живших там японских мигрантов, описывая их физиономию. Испанские миссионеры-францисканцы основали город Пако еще в 1580 году.  Это был город в провинции Тондо, которая позже была переименована в Манилу в 1859 году, до 1901 года.
Название Дилао использовалось до 1791 года. Было добавлено название Сан-Фернандо, в результате чего он стал Сан-Фернандо-де-Дилао.  В XIX веке город Сан-Фернандо-де-Дилао получил прозвище Пако (что означает Франциско). Пако, наряду с Сампалоком, Санта-Ана, Сан-Хуан-дель-Монте и Сан-Педро-де-Макати, стал вторым по величине районом, вошедшим в состав Манилы.  Он стал известен как Пако де Дилао и, в конце концов, Пако, как известен сегодня.
Японцы довольно рано основали анклав или Нихонмачи в Дилао, пригороде Манилы, где в 1593 году их насчитывалось от 300 до 400 человек. Там можно найти статую Такаямы. В 1603 году, во время восстания сангли, их насчитывалось 1500 и 3000 в 1606 году. Францисканский монах Луис Сотело поддерживал анклав Дилао между 1600 и 1608 годами.
Японцы возглавили неудавшееся восстание в Дилао против испанцев в 1606–1607 годах. Их число снова увеличилось во время запрета христианства Токугавой Иэясу в 1614 году, когда 300 японских христианских беженцев под командованием Такаямы Укона поселились на Филиппинах. По мере того как население ассимилировалось с коренным населением, численность уменьшалась. Однако сегодня на Филиппинах проживает около 200 000 зарегистрированных японцев, основываясь на записях современных иммигрантов, отличных от населения иммигрантов колониальной эпохи, которые ассимилировались с коренным населением.
Пако был включен как район недавно зарегистрированного города Манила в 1901 году, что снизило его статус независимого муниципалитета.
С 1907 по 1949 год Пако входил в состав 2-го избирательного округа Манилы. Перераспределение округов сделало Пако частью 4-го округа с 1949 по 1972 год. В Конституции 1987 года Пако был разделен на 5-й и 6-й избирательные округа, причем первый охватывал южную половину, а второй - северные районы.

## Объекты

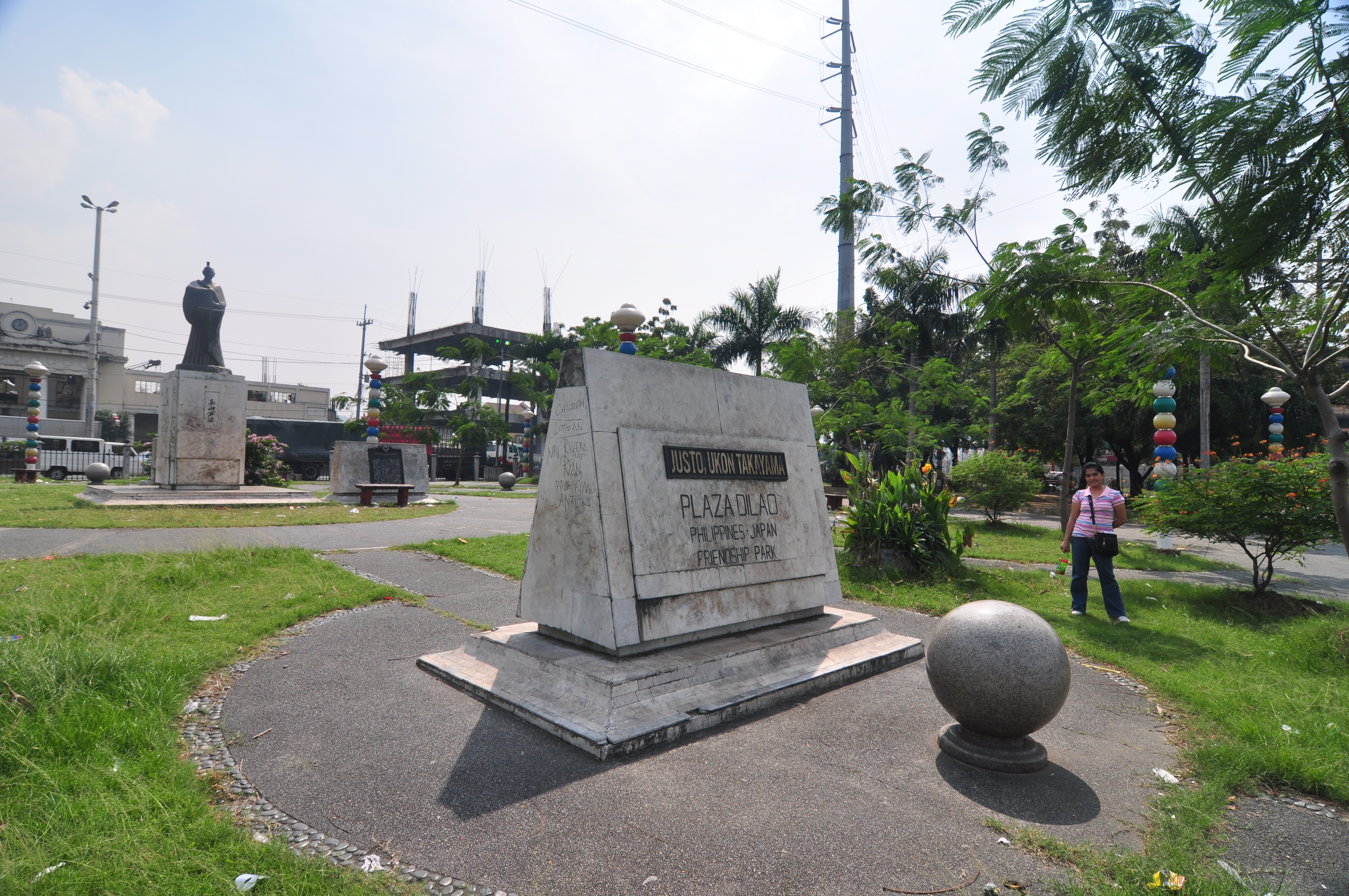
Маркер Plaza Dilao на переднем плане и статуя Такаямы на заднем плане.

Собор Сан-Фернандо-де-Дилао — это католическая церковь, которая служит временной резиденцией Манильского архиепископства до завершения ремонта Манильского собора в Интрамуросе.
Сикхский храм и Unilever Philippines расположен на проспекте ООН. Unilever был перемещен в Форт-Бонифасио в Тагиг. В десяти минутах ходьбы находится индуистский храм на улице Лообан. Располагаются автомобильные дилеры, такие как Toyota, Ford, Hyundai, Nissan и Honda. В настоящее время через Дилао проходит проспект Кирино. Кольцевая дорога от проспекта Кирино названа площадью Дилао в память о некогда процветавших японских и японско-филиппинских общинах и районах в Японском квартале в Маниле.

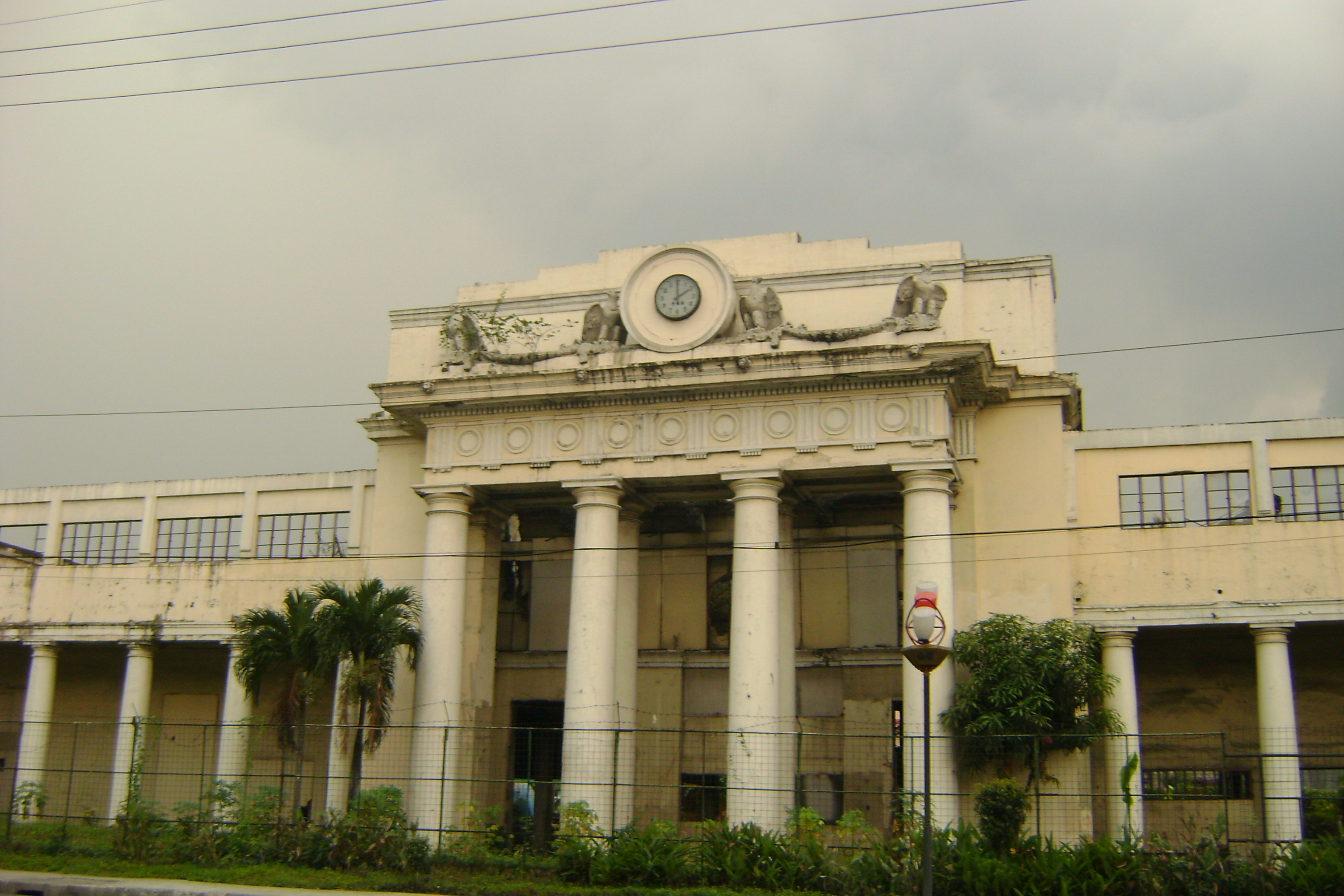
Фасад вокзала Пако.

Парк Пако был бывшим муниципальным кладбищем старого города Манилы, где когда-то хранились останки национального героя Филиппин Хосе Рисаля и священников Гомбурса.
Шоссе Осменья начинается в этом районе и ведет в регион Калабарсон через скоростную автомагистраль Южного Лусона, которая начинается в Макати.
Филиппинские национальные железные дороги владеют и управляют железнодорожной станцией Пако.
Общественный рынок Пако, расположенный на окраине Эстеро-де-Пако, был спроектирован Уильямом Парсонсом и построен в 1911 году.
Школы включают Colegio de la Inmaculada Concepcion de la Concordia, или просто колледж Concordia, и католическую школу Пако.